# Print at home
Print at home (auch print@home oder print-at-home, englisch sinngemäß für zuhause ausdrucken) ist eine weitverbreitete Bezeichnung für eine Zustellart von Eintritts- oder Fahrkarten. Dabei wird dem Kunden ein Onlineticket über das Internet (häufig als PDF-Datei) zugestellt und anschließend von diesem selbständig ausgedruckt.
Im Gegensatz zu vielen klassischen Tickets sind Print-at-home-Tickets in einem in Privathaushalten und von üblichen Druckern verwendeten Papierformat gestaltet, um den Ausdruck zu vereinfachen (in Europa A4).

## Sicherung vor Fälschung und Kopien
Da Print-at-home-Tickets keine materialabhängigen Merkmale wie Wasserzeichen oder Hologramme enthalten können, ist das Risiko von unerlaubter Vervielfältigung höher als bei klassischen Tickets. An vielen Anlässen wird deshalb eine Einlasskontrolle mittels elektronischer Überprüfung eines auf dem Ticket aufgedruckten Strich- oder QR-Codes vorgenommen. Dadurch wird sichergestellt, dass jedes Ticket nur einmal eingelassen wird, auch wenn mehrere Kopien im Umlauf sind. Einige Anbieter zeichnen auf der Print-at-home-Vorlage zusätzliche Linien auf, entlang denen das Ticket nach dem Drucken zu schneiden oder falzen ist, damit es an standardisierten Einlasspunkten maschinell gelesen werden kann.

## Gerichtsurteile
Anbieter von Print-at-home-Tickets sind oft dafür kritisiert worden, für diese Ticketart zusätzliche Gebühren zu erheben. Anbieter haben auf Kosten für die notwendige elektronische Kontrolle am Einlass hingewiesen.
Im Juni 2017 hat das Hanseatische Oberlandesgericht Bremen in einem Urteil Versandgebühren des Anbieters Eventim bei Print-at-home-Tickets für unwirksam erklärt.
Eventim legte gegen dieses Urteil Revision beim Bundesgerichtshof (BGH) ein.
Am 23. August 2018 hat der BGH eine pauschale Servicegebühr von 2,50 Euro für die elektronische Übermittlung einer Eintrittskarte zum Selbstausdrucken für unzulässig erklärt.